# Nikel'
Nikel' (in russo Ни́кель che significa nichel, in norvegese Nikel e in finlandese Kolosjoki) è una cittadina della Russia europea settentrionale, situata nella oblast' di Murmansk; appartiene amministrativamente al rajon Pečengskij, del quale è il capoluogo amministrativo.
Sorge nella parte nordoccidentale della oblast', a breve distanza dal confine norvegese e dal lago Kuėts-Jarvi, 196 chilometri a nordovest di Murmansk.
Cittadina mineraria per l'estrazione del nichel, la cittadina è anche sede di uno dei più importanti complessi per la lavorazione di questo metallo, la Pečenganikel'. L'attività di estrazione e lavorazione ha trasformato Nikel' in una delle città più inquinate del mondo, con grossi problemi di ricadute inquinanti anche sul vicinissimo territorio norvegese.